# المحقق كونان (الموسم 27)
المحقق كونان هو الموسم السابع والعشرين من سلسلة المحقق كونان (باليابانية: 名探偵コナン، تُنطق ميه‌‌تانتيه كۆنان أي المحقق العظيم كونان) تُرجمت رسميًا إلى المُحقق كونان، وهي سلسلة مانغا للكاتب غوشو أوياما حُولِّت إلى مسلسل أنيمي وحلقات أوفا وأفلام أنمي وألعاب فيديو ووسائط أخرى يابانية وقد بدأ عرض السلسلة من 29 أبريل 2017 ولغاية 24 مارس 2018.
أُذيعت الحلقة الأولى في 8 يناير 1996 وعرضت الحلقات بالتوالي إلى أن وصلت إلى أكثر من 1,164 حلقة، وبذلك تحتل المركز الخامس عشر في قائمة أكثر الأنيميات من حيث عدد الحلقات. يتم عرض حلقة واحدة من الأنمي أسبوعيًّا على نبون تلفجن إلا في حالات عرض الأفلام فإنها قد تتأجل إلى أسبوعين أو أكثر.
يُعرَض المحقق كونان في اليابان على قناة نيبون تي في وقناة يوميأوري وقناة أنيماكس وقناة YTV اليابانية، وقد لاقى المحقق كونان رواجًا كبيرًا في اليابان حيث احتل مركزًا من ضمن المراكز الستة الأوائل في ست مناسبات مختلفة. وبحسب استطلاعات الرأي التي أجرتها مجلة أنيميج، اعتبر الأنيمي من بين أفضل 20 أنيمي تم إصداره خلال الفترة من عام 1996 ولغاية عام 2001. أيضا احتل المحقق كونان المركز الثالث والعشرين من ضمن قائمة أفضل 100 أنيمي، أجرته شبكة أساهي اليابانية في عام 2005.

## عناوين الحلقات
| #       | عنوان الحلقة                                        | تفاصيل الحلقة | تفاصيل الحلقة  |
| اليابان | باليابانية                                          | في المانغا    | تاريخ العرض    |
| ------- | --------------------------------------------------- | ------------- | -------------- |
| 857     | التقاطع المريب في شارع "بيكا" (الجزء الأول)         | فلر           | 29 أبريل 2017  |
| 858     | التقاطع المريب في شارع "بيكا" (الجزء الثاني)        | فلر           | 6 مايو 2017    |
| 859     | طريق الجبل المظلم                                   | فلر           | 13 مايو 2017   |
| 860     | فخ نظام الحماية                                     | فلر           | 20 مايو 2017   |
| 861     | تماماً كمسرح الجريمة قبل 17 عاماً (الجزء الأول)       | فصل 948-950   | 3 يونيو 2017   |
| 862     | تماماً كمسرح الجريمة قبل 17 عاماً (الجزء الثاني)      | فصل 948-950   | 10 يونيو 2017  |
| 863     | قضية مقتل محقق الأرواح (الجزء الأول)                | فصل 951-952   | 17 يونيو 2017  |
| 864     | قضية مقتل محقق الأرواح (الجزء الثاني)               | فصل 952-953   | 24 يونيو 2017  |
| 865     | طائر الـ"مينا" بذئ اللسان                           | فلر           | 8 يوليو 2017   |
| 866     | مسرح الخيانة (الجزء الأول)                          | فصل 954-955   | 15 يوليو 2017  |
| 867     | مسرح الخيانة (الجزء الثاني)                         | فصل 956-957   | 22 يوليو 2017  |
| 868     | المكتبة المُصَفِّرة                                     | فلر           | 29 يوليو 2017  |
| 869     | اختفاء كونان من على الجرف الصخري (الجزء الأول)      | فلر           | 5 أغسطس 2017   |
| 870     | اختفاء كونان من على الجرف الصخري (الجزء الثاني)     | فلر           | 12 أغسطس 2017  |
| 871     | قضية نوبوناغا الـ450                                | فلر           | 2 سبتمبر 2017  |
| 872     | أسطورة كونان و هيجي عن وحش النو (صراخ النو)         | فصل 958-959   | 9 سبتمبر 2017  |
| 873     | أسطورة كونان و هيجي عن وحش النو (آثار المخالب)      | فصل 960-961   | 16 سبتمبر 2017 |
| 874     | أسطورة كونان وهيجي عن وحش النو (الحل)               | فصل 961-962   | 23 سبتمبر 2017 |
| 875     | غموض نبوءة تمثال بوذا                               | فلر           | 30 سبتمبر 2017 |
| 876     | الشاهد المنتظم                                      | فلر           | 7 أكتوبر 2017  |
| 877     | مصير المتلاقين                                      | فلر           | 14 أكتوبر 2017 |
| 878     | النقطة العمياء في غرفة تغيير الملابس (الجزء الأول)  | فصل 969-970   | 28 أكتوبر 2017 |
| 879     | النقطة العمياء في غرفة تغيير الملابس (الجزء الثاني) | فصل 970-971   | 4 نوفمبر 2017  |
| 880     | فريق المتحرين وبيت الأشباح                          | فلر           | 11 نوفمبر 2017 |
| 881     | ساحر الأمواج (الجزء الأول)                          | فصل 972-973   | 18 نوفمبر 2017 |
| 882     | ساحر الأمواج (الجزء الثاني)                         | فصل 973-974   | 25 نوفمبر 2017 |
| 883     | المفجر الآتي من ألبوم الصور (الجزء الأول)           | فلر           | 2 ديسمبر 2017  |
| 884     | المفجر الآتي من ألبوم الصور (الجزء الثاني)          | فلر           | 9 ديسمبر 2017  |
| 885     | حل الأُحجية في مقهى پوارو (الجزء الأول)              | فصل 981-983   | 16 ديسمبر 2017 |
| 886     | حل الأُحجية في مقهى پوارو (الجزء الثاني)             | فصل 981-983   | 23 ديسمبر 2017 |
| 887     | كايتو كيد وصندوق الخدعة (الجزء الأول)               | فصل 963-964   | 6 يناير 2018   |
| 888     | كايتو كيد وصندوق الخدعة (الجزء الثاني)              | فصل 964-965   | 13 يناير 2018  |
| 889     | قضية الهيكل العظمي والمعلمة الجديدة (الجزء الأول)   | فصل 966-967   | 20 يناير 2018  |
| 890     | قضية الهيكل العظمي والمعلمة الجديدة (الجزء الثاني)  | فصل 967-968   | 27 يناير 2018  |
| 891     | غموض أحياء توكوغاوا (جزء ياماغوتشي)                 | فلر           | 3 فبراير 2018  |
| 892     | غموض أحياء توكوغاوا (جزء هاغي)                      | فلر           | 10 فبراير 2018 |
| 893     | أحجية المطعم المقيم بالنجوم                         | فلر           | 24 فبراير 2018 |
| 894     | نمط عرض تحقيق طوكيو (الجزء الأول)                   | فصل 975-976   | 3 مارس 2018    |
| 895     | نمط عرض تحقيق طوكيو (الجزء الثاني)                  | فصل 976-977   | 10 مارس 2018   |
| 896     | المرأة ذات اليدين البيضاء (الجزء الأول)             | فصل 978-979   | 17 مارس 2018   |
| 897     | المرأة ذات اليدين البيضاء (الجزء الثاني)            | فصل 979-980   | 24 مارس 2018   |